# Tvåhundratusen
"Tvåhundratusen" är en låt av Eric Gadd från albumet Stockholm står kvar men jag ligger som gavs ut som singel 2008. Låten slog igenom på samma sätt som Vincent Pontares hitlåt "Don't hate on me" genom mobiloperatören 3:s reklam för telefonmodellen Sony Ericsson W890i.
Låten kom in på Sverigetopplistan 6 mars 2008. Den låg sammanlagt sju veckor på listan och placerade sig som bäst på femte plats.